# Alex Tuttle
Alex Tuttle (ur. 13 listopada 1990 w Stratton) – amerykański snowboardzista, specjalizujący się w konkurencji Snowcross. Jak dotąd nie startował na igrzyskach olimpijskich ani na mistrzostwach świata. Najlepsze wyniki w Pucharze Świata osiągnął w sezonie 2011/2012, kiedy to zajął 174. miejsce w klasyfikacji generalnej, a w klasyfikacji snowcrossu uplasował się na 12. miejscu.

## Sukcesy

### Puchar Świata

#### Miejsca w klasyfikacji generalnej
- 2009/2010 – 328.
- 2010/2011 – 53.
- 2011/2012 – 174.
- 2012/2013 – 136.
- 2013/2014 –

#### Miejsca na podium w zawodach
1. Valmalenco – 14 marca 2012 (Snowcross) – 2. miejsce